# Phaloria verecunda
Phaloria verecunda är en insektsart som beskrevs av Andrej Vasiljevitj Gorochov 2005. Phaloria verecunda ingår i släktet Phaloria och familjen syrsor. Inga underarter finns listade i Catalogue of Life.